# Behjat Sadr
Behjat Sadr (en persan : بهجت صدر), née le 29 mai 1924 à Arak, en Iran, et morte le 10 août 2009 à Zonza (Corse-du-Sud), est une peintre iranienne.
Pionnière de l’art informel et de l’abstraction, artiste multiforme (œuvres organiques, rythmiques, cinétiques et photo-peintures), elle a produit des œuvres jusqu’aux derniers jours de son itinéraire mouvementé entre Iran et France.

## Biographie

### Jeunesse et formation en Iran
En 1947, alors qu’elle enseigne à Téhéran, Behjat Sadr entre dans l’atelier de l'artiste Ali Asghar Petgar, héritier de Kamal-ol-Molk, connu pour ses œuvres inspirées de la peinture classique européenne.
Peu intéressée par ce courant classique, elle confiera plus tard, lors d’une interview avec la plasticienne Narmine Sadeg : « Un jour, dans ma classe, j'ai choisi de peindre un ventilateur au lieu d’une nature morte traditionnelle. C'était inhabituel. Cet objet gisait dans un coin de la pièce, personne ne l'avait remarqué. Les composants mécaniques et les pales m'ont permis de jouer avec les lignes à ma guise. À partir de ce moment, ce type de jeu est devenu plus important pour moi que de représenter la réalité… »
Ayant suffisamment appris du point de vue technique, elle s’intéresse à d’autres formes d’expression plastique autour de thématiques moins académiques et plus informelles. Elle intègre en 1948 la faculté des Beaux-Arts de Téhéran. À cette époque en Iran, il existe deux courants artistiques ; l’un dans la continuité de Kamal-ol-Molk et un autre groupe – qualifié de “moderniste” – composé de ceux partis étudier en Europe, et dont le style était plus proche de la peinture européenne de la fin du XIXe et du début du XXe siècle. Behjat Sadr, elle, ne fait partie d’aucun des deux.
En 1954, la jeune femme sort diplômée de la faculté des Beaux-arts de Téhéran avec Mention et Félicitations. Elle obtient alors une bourse pour aller étudier à Rome dans l’atelier de Roberto Melli. 1955 marque son arrivée dans la Ville éternelle. C’est un véritable choc, elle a sous ses yeux un concentré de l’art européen depuis l'Antiquité, en passant par le Moyen âge, la Renaissance, qu’elle ne connaissait jusque-là que par les livres d’art qu’elle consultait à la bibliothèque ou à la faculté de Téhéran.

### L’Italie et le passage à l’abstraction

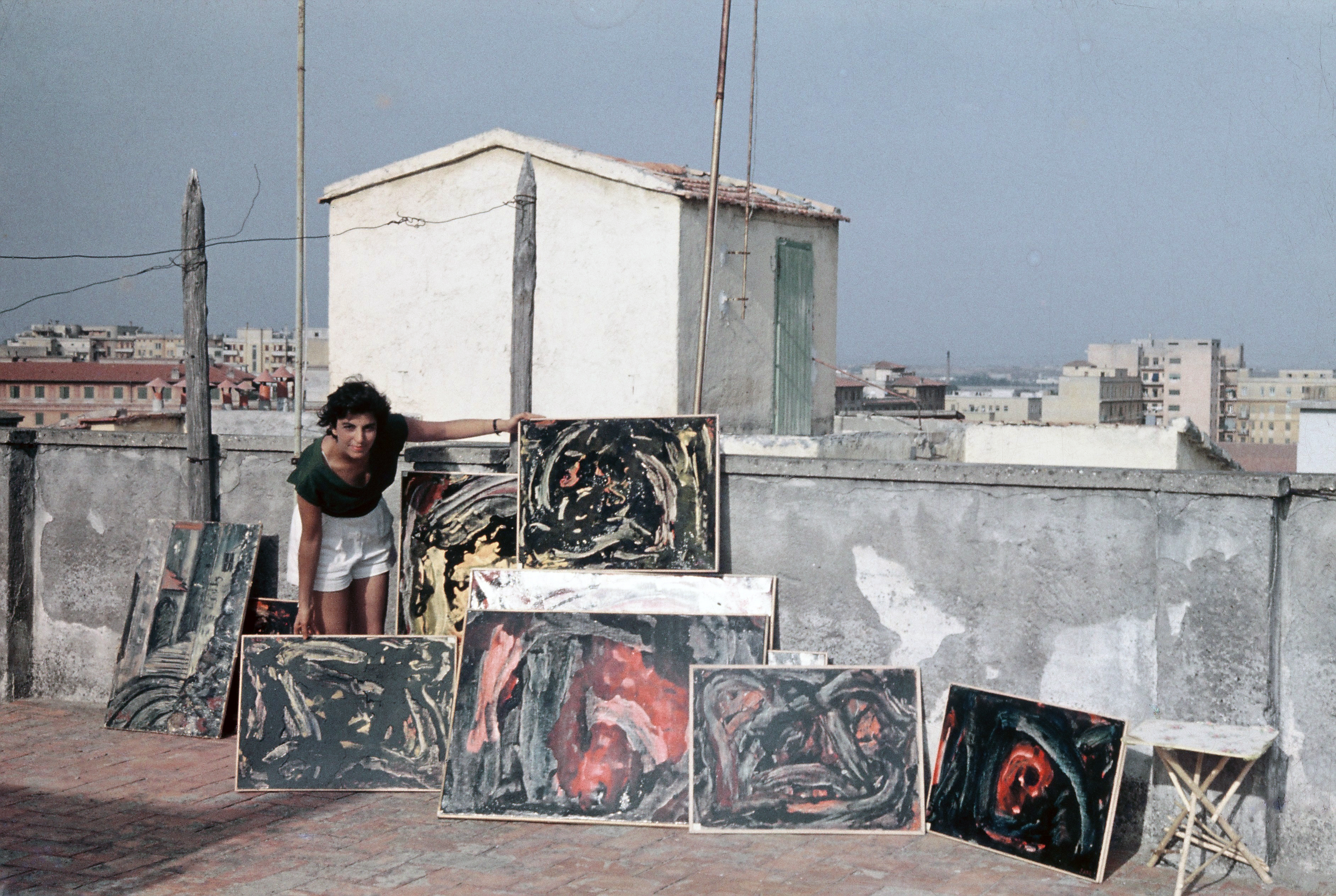
Rome, 1956.

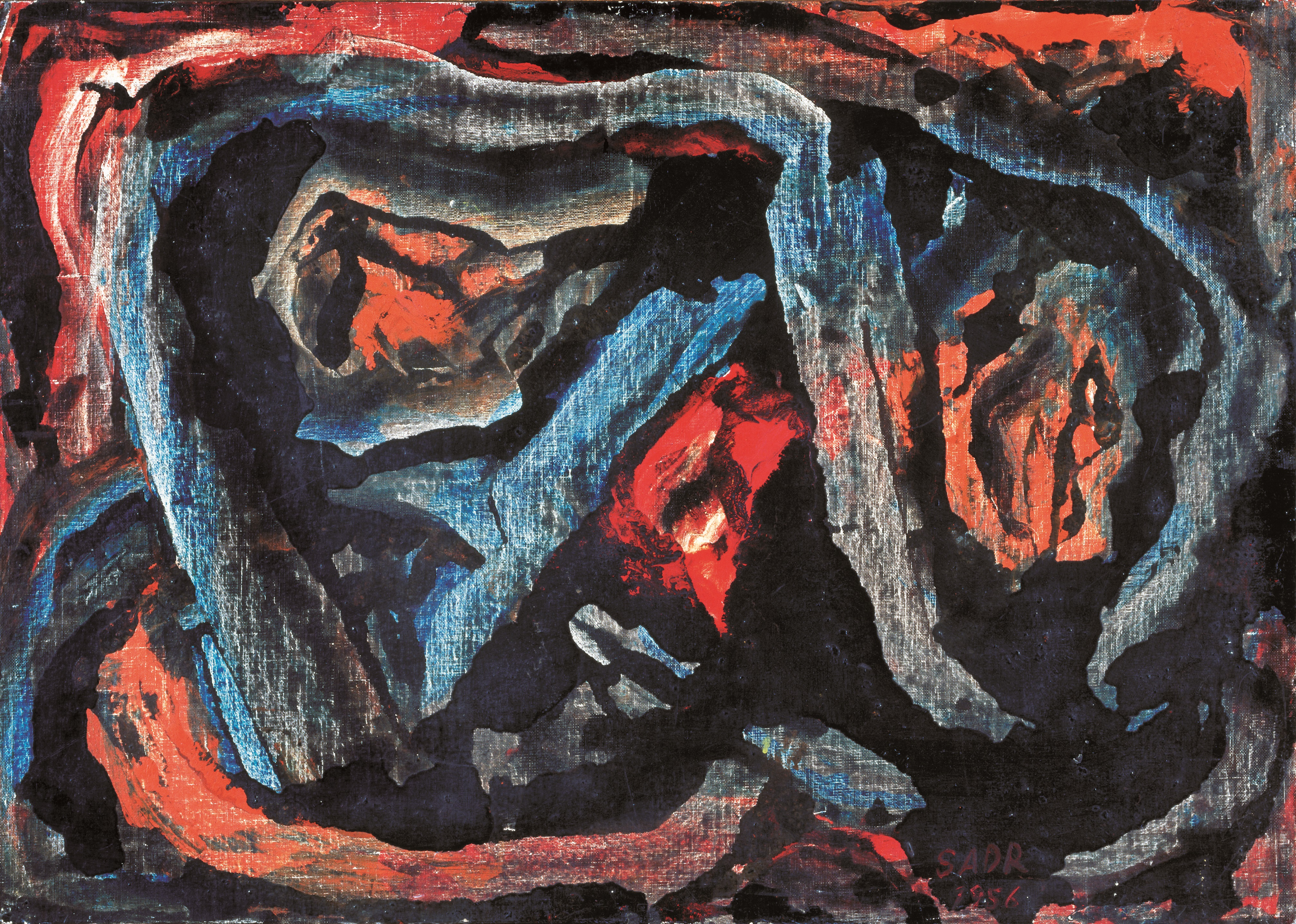
Sans titre, 1956.

Un soir, alors que Behjat Sadr rentre dans sa chambre, un simple incident transforme complètement sa vision de peintre. Une longue ficelle qu’elle tenait à la main tombe par terre, elle est alors fascinée par les lignes enchevêtrées et les courbes expressives. Elle décide alors d’abandonner définitivement la peinture figurative pour se lancer dans ses expériences personnelles qui la conduisent à l’abstraction. Avant même de connaître les toiles “goutte à goutte” de Jackson Pollock ou les œuvres réalisées par Pierre Alechinsky à son retour du Japon, Behjat Sadr abandonne chevalet, pinceaux et peinture traditionnelle qu'elle troque contre de grands contenants de peinture industrielle, des couteaux à plâtre ou à palette, des grattoirs et des immenses toiles qu’elle étend au sol pour peindre.
Ses premières séries sont alors semblables aux œuvres de l’art informel, une tendance artistique abstraite et gestuelle qui a débuté dans la période d’après-guerre, à une époque où les peintres d'avant-garde entreprenaient également diverses expériences de gestes et de mouvements corporels qui renouvellent la peinture abstraite. Elle développe un univers personnel construit de formes fluides et courbes. Basées sur la nature davantage que sur l’humain, ses toiles sont rythmées par des coups de pinceaux élancés comme s’ils avaient été réalisés dans une transe inconsciente. « Cela m'a permis de faire des mouvements beaucoup plus grands. Cette relation entre les gestes de mon corps et les formes qu'ils ont produites m'a fascinée… », a déclaré plus tard Behjat Sadr.
En 1956, elle décroche le deuxième prix du concours de San Vito Romano et participe à la Biennale de Venise. L'Iran n’a pas de pavillon à cette période, mais Marco Grigorian, artiste irano-arménien, réussit à présenter les œuvres de quelques artistes, dont une nature morte de Behjat Sadr.
La jeune femme travaille jour et nuit sans relâche et se met alors à sécher les cours de Roberto Melli, professeur de la Scuola, qui au lien de la réprimander quand il la croise dans la rue, l’aide à monter sa première exposition à la galerie Il Pincio. C’est sa première exposition individuelle. Ses tableaux y séduisent le poète artiste plasticien Emilio Villa, ainsi que les critiques d'art Giulio Carlo Argan et Lionello Venturi (ce dernier la présentera d'ailleurs à la galerie “La Bussola” où elle exposera également). Elle commence à être connue dans les milieux artistiques italiens. Roberto Melli la pousse également à poursuivre ses études à l’École des Beaux-arts de Naples, dont elle sort diplômée en 1958.

### Retour en Iran: les œuvres organiques, cinétiques et rythmiques
En 1959, Behjat Sadr retourne à Téhéran où elle obtient un poste de professeur à la faculté des beaux-arts. Elle poursuit sa peinture gestuelle sur des grands formats et participe à de nombreuses expositions internationales dont la 3e Biennale de Téhéran, en 1962, où elle obtient le prix impérial, et à la 31e Biennale de Venise, et celle de São Paulo en 1963.
À partir des années 1960 commence une nouvelle période artistique pour la jeune femme, qualifiée d’« organique ». Inspirée par les arbres de son enfance, Behjat Sadr peint les mouvements rythmiques et les textures des troncs. « Quand je courais, des bandes de corbeaux s'envolaient et leurs mouvements vifs et chaotiques m'impressionnaient… Sur la route qui traverse la chaîne de montagnes Alborz, un passage au cœur de ces montagnes noires et rocheuses m'a fascinée. Nous roulions entre ces énormes murs de pierre. J'étais été saisie par leur puissance. Je pense que ces expériences mémorables expliquent beaucoup mes œuvres picturales », affirmait l’artiste . Cette relation avec la nature ou la réalité est toujours au cœur de son œuvre.

Sans titre, 1965.

En effet, si l’artiste ne crée pas des environnements ou des objets véritablement existants, celle-ci invente des formes et des expressions capables de faire ressentir à son auditoire ce qu’elle a vu. Behjat Sadr ne peint pas directement la nature, elle préfère reproduire l’effet qu’elle suscite… de la manière la plus organique qui soit.
En 1962, la jeune femme réalise deux grandes planches murales en céramique de 90 mètres carrés pour la façade de l'hôtel Hilton à Téhéran. Ces travaux ont conduit à de longues recherches sur les formes et les techniques de la céramique ancienne. Behjat Sadr emprunte des éléments de l’art traditionnel iranien lors de cette commande ce qui se retrouvera également dans ses œuvres inspirées de l’architecture de mosquées d'Ispahan.
Quelques années plus tard, l’artiste se lance dans l’art cinétique en créant des peintures derrière des stores vénitiens motorisés. À l’occasion d’un concours artistique organisé par l'Unesco dans le cadre d'une campagne de lutte contre l'analphabétisme, Behjat Sadr conçoit l’installation intitulée Lumière de connaissance : des stores noirs y recouvrent une toile représentant un soleil rouge et minimaliste. Lorsque les stores s’ouvrent, l’astre — métaphore du savoir — apparaît.

Sans titre, 1974.

Malheureusement, ces œuvres optiques avant-gardistes sont très mal accueillies en Iran. C’est une déception d’autant plus amère lorsqu’elle s’aperçoit (lors d’une année sabbatique en France) que des œuvres cinétiques semblables exposées dans de célèbres musées et galeries parisiens rencontrent un franc succès.
Mais il en faut plus pour décourager cette artiste au tempérament bien trempé et rebelle. À partir de 1968, elle débute sa période rythmique. Dans ces séries en particulier, le noir est devenu une couleur très dominante.
En 1975, elle détourne un outil trouvé au BHV lors d'un voyage à Paris pour tracer les courbes et mouvements de ses œuvres avec de la peinture à l'huile. « Ses œuvres marquées par des répétitions graphiques sont réalisées sur du métal, de l’aluminium, du papier glacé collé sur des plaques de bois, du placo-plâtre et des panneaux Isorel. On traçait des sillions sur ces supports ensemble, puis elle les peignait par la suite » confie sa fille, Mitra Hananeh-Goberville. Toutes les peintures réalisées entre 1974 et 1979 caractérisent la période la plus prolifique et aboutie de son œuvre.
Dans les années 1970, l'époque est marquée par la mise en valeur de l'art moderne grâce à l’impératrice Farah Diba, qui promeut des activités culturelles avant-gardistes telles que le festival de Chiraz et la création du musée d'art moderne de Téhéran. L’artiste conserve sa liberté de penser et de parole, mais n'entre pas dans les clans entourant le pouvoir. Cependant, beaucoup de ses œuvres ont été acquises pendant cette période par des collections d'état ou par le musée d'art moderne de Téhéran. À l'ouverture de ce dernier, elle s'interroge sur les bénéfices d'une telle structure alors que la population est loin d'avoir les bases économiques. Son regard critique sur la monarchie n'épargnera pas non plus le régime qui suivra.

### Exil en France: le temps des photo-peintures
En 1980, Behjat Sadr part à Paris pour un bref séjour, qui va finalement se transformer en escale définitive, d’autant plus que la guerre Iran-Irak est déclenchée. Sujette à de graves problèmes de santé, l’artiste ne peut alors plus peindre sur des toiles immenses posées au sol. « Elle s’est donc mise à sélectionner toutes les photographies qu’elle avait réalisées au cours de sa vie en Iran et en France, pour les incorporer à ses peintures. Elle est soutenue par le critique d’art Pierre Restany, avec qui elle s’est liée d’amitié. »

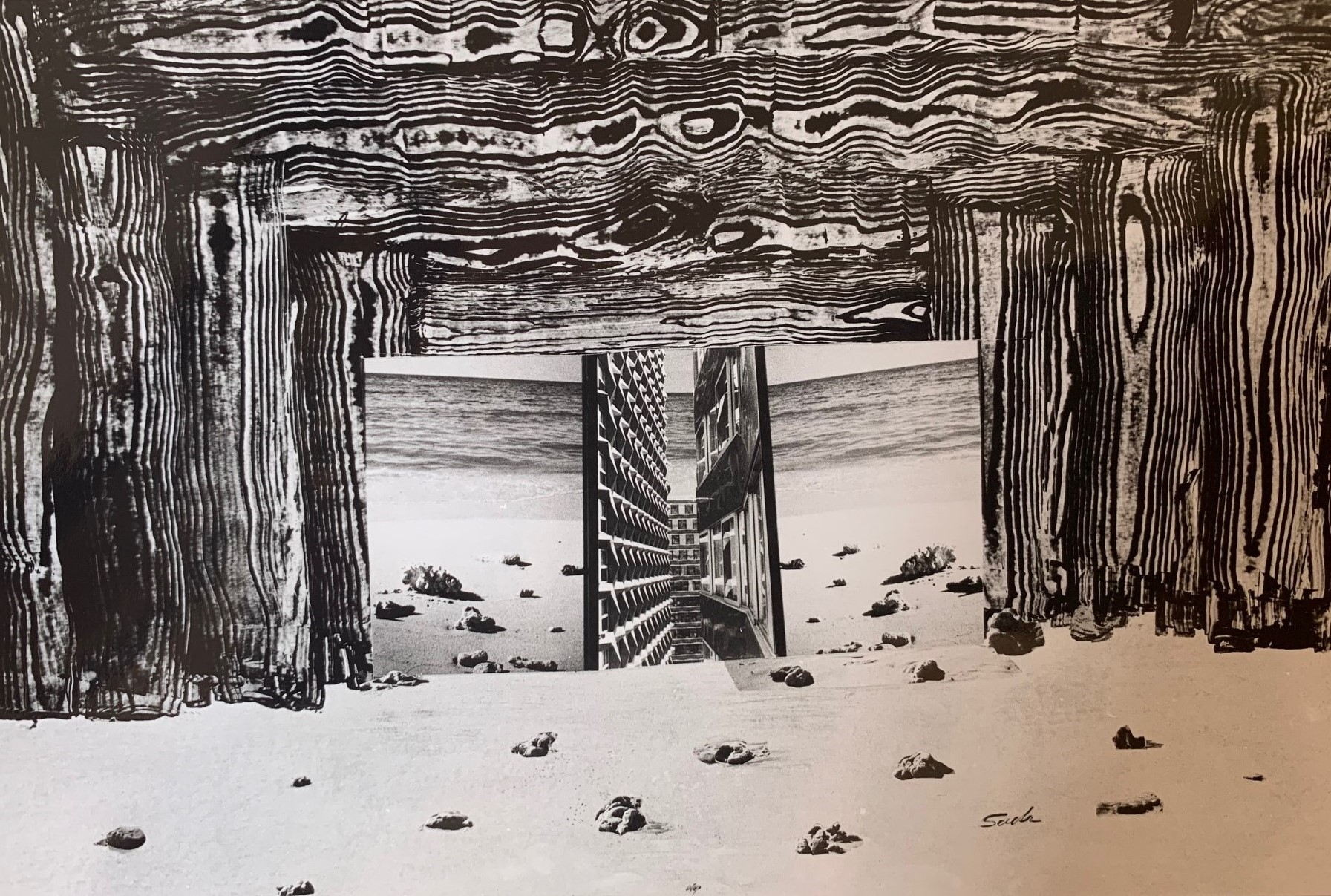
Sans titre, vers 1985.

Les fragments de photographies (clichés de terrasses ensoleillées, de plages désertes, de forêts mystérieuses ou de bords de Seine) se voient mêlés avec une tension très nette aux peintures abstraites et forment des photo-peintures emplies de grâce et de cohérence : « Dans beaucoup de ses collages, Sadr incorpore des photographies au centre de ses abstractions picturales, créant une tension entre l'arrière-plan abstrait et les photos posées intentionnellement au centre,. »
Même dans la maladie, Behjat Sadr est un symbole de résilience. Dans sa quête artistique, Behjat Sadr n’hésite pas à utiliser son propre corps comme support. L’artiste, loin de se laisser abattre à l’annonce d’une maladie fatale, réprimande au contraire sa fille : « La vie ne s’arrête pas là. Il faut continuer ! Lors d’un examen par exemple, où il fallait avaler une capsule destinée à filmer ses organes, Behjat Sadr, s’avère excitée à l’idée de pouvoir dessiner l’intérieur de son corps. Il y a aussi cette fois où elle peint des formes sombres abstraites sur ce sinistre document d’imagerie médicale du sein (relatif à son cancer). » Ce papier annonciateur de malheur devient alors une œuvre d’art délivrant un subtil message de résilience.

### Une artiste-femme anticonformiste jusqu’au bout
Cette pionnière cosmopolite qui a conceptualisé des innovations créatives visionnaires, était peut-être trop en avance sur son temps ? Elle n’était d’aucune chapelle, d’aucune école, elle suivait son propre chemin sans concession, ne cherchant pas à plaire. Elle qui détonnait par sa personnalité unique, qui bouillonnait d’inspiration et d’aspirations, n’a pas reçu de son vivant la reconnaissance qu’elle méritait, comme tant d’autres artistes femmes.
On peut noter toutefois qu’à l’heure actuelle, ses œuvres interpellent de plus en plus les esprits. Cet intérêt légitime lui permet d’être érigée parmi les plus grands. Selon Aydin Aghdashloo (un de ses anciens élèves aux Beaux-Arts de Téhéran), Behjat Sadr a été l’une « des premiers peintres iraniens à prendre des risques dans sa peinture, et à entreprendre un art conceptuel en Iran » et qui a une forte influence sur les générations d’artistes qui ont suivi. Et aujourd’hui ses réalisations déroutantes et avant-gardistes sont terriblement contemporaines et intemporelles.
À travers sa personnalité, son art et son imaginaire, elle a ouvert une voie, en quelque sorte anticipé, annoncé la révolution féministe et populaire qui a éclaté en septembre 2022. Même si elle ne se voulait pas militante politique, Behjat Sadr a fait entendre, par son extrême liberté et son travail, une voix féminine dissonante. Le mouvement Femmes, Vie et Liberté redonne toute son acuité à son œuvre.

## Expositions

### Expositions personnelles
- 1957 : Galerie Il Pincio, Rome
- 1958 : Galerie La Bussola (Pogliani), Rome
- 1963 : Galerie Borghese, Téhéran
- 1967 : Galerie Seyhoun, Téhéran
- 1975 : Galerie Cyrus, Paris - Cité internationale des arts, Paris
- 1977 : Centre culturel irano-américain, Téhéran
- 1983 : Cité internationale des arts, Paris
- 1984 : Galerie Darial, Paris
- 1985 : Centre culturel Farhang-Sarâ, Téhéran
- 1990 : « Behjat Sadr, 33 ans de peinture », Cité internationale des arts, Paris - Maison de l’Unesco, Paris
- 1994 : Centre culturel Niâvaran, Téhéran
- 2004 : Rétrospective, musée d'Art contemporain de Téhéran
- 2008 : Galerie Golestan, Téhéran - Galerie Fréderic Lacroix, Paris
- 2010 : Galerie Fréderic Lacroix, Paris
- 2015 : « Dialogues visuels, Behjat Sadr et Nazgol Ansarnia », Total Arts at the Courtyard, Dubaï
- 2016 : Abanbar Gallery Tehran & Arya Gallery, Téhéran
- 2018 : « Behjat Sadr: Dusted Waters », The Mosaic Rooms, Londres
- 2019 : Galerie Balice Hertling, Paris, 2022
- 2022 : « Isabelle Cornaro/ Behjat Sadr », galerie Balice Hertling, Paris

### Expositions collectives
- 1956 : « San Vito Romano », Rome - 28e Biennale de Venise
- 1959 : « Mostra di artisti asiatici residenti in Roma », Palazzo Brancaccio, Rome
- 1960-1961 : « Peinture et sculpture iranienne contemporaine  », New Delhi, Calcutta et Bombay
- 1962 : 31e Biennale de Venise - 3e Biennale de peinture de Téhéran - Minneapolis School of Arts
- 1963 : 7e Biennale de São Paulo - Salon Comparaisons, musée d'art moderne de la ville de Paris
- 1964 : 4e Biennale de Téhéran (invitée d’honneur) - Institut culturel italien, Téhéran - « Art iranien contemporain », musée du Havre
- 1965 : Fonds monétaire international, Washington
- 1967 : Concours international de peinture organisé par l’Unesco, Téhéran 1er prix (avec une œuvre cinétique).
- 1968 : Université Columbia, New York - Festival de Shiraz-Persépolis, Persépolis
- 1970 : Festival international de la peinture, Cagnes-sur-Mer
- 1972 : Galerie d’art du Minnesota State Fair Ground, Saint Paul
- 1973 : Palais des Beaux-Arts, Bruxelles - Salon d'Automne, Paris
- 1974 : Salon des arts de Montgeron - Musée Iran Bastan, Téhéran
- 1975 : « International Women’s Art Festival », New York
- 1976 : Foire internationale d'art contemporain de Bâle
- 1977 : Musée d'Art contemporain, Téhéran - Centre culturel irano-américain, Téhéran - Institut Goethe, Téhéran
- 1984 : « L’art persan contemporain : expression de notre temps », Pacific Asia Museum, Pasadena
- 1985 : « Lisières et mixtes », centre culturel Le Noroit, Arras
- 1986 : « In Between Out », palais des Papes, Avignon
- 1987 : « Art contemporain iranien : quatre femmes », Foxley Leach Gallery, Washington DC1
- 1989 : « Entre murs et ciels », Maison de l'UNESCO, Paris
- 1992 : Université Columbia, New York
- 1994 : « Manifestation of Feeling: a Selection of Paintings by Iranian Female Artists », centre culturel Niâvaran, Téhéran
- 1997 : The Grosvenor House Hotel Gallery, Londres
- 2000 : « Iran, les jardins cachés », Centre européen de la jeune création, Strasbourg - Musée d'Art contemporain, Téhéran
- 2001 : Galerie Karteh, Téhéran
- 2002 : « Between World and Image, Modern Iranian Visual Culture », Galerie Gray Art, New York
- 2003 : « Spiritual Art Exhibition », musée d'Art contemporain, Téhéran
- 2009 : « Manifestations d’art contemporain en Iran », musée d'Art contemporain, Téhéran - « 14/21 : Art contemporain perse », Espace Kiron, Paris
- 2013 : « Modernités plurielles de 1905 à 1970 », Centre Pompidou, musée national d'Art moderne, Paris
- 2014 : « Unedited History. Iran, 1960-2014 », musée d'art moderne de la ville de Paris
- 2015 : « Unedited History. Iran, 1960-2014 », MAXXI, Rome
- 2019 : « Iranian, Turkish and Indian Highlights from NYU's Abby Weed Grey Collection », Grey Art Gallery, New York
- 2021 : « Epic Iran », Victoria and Albert Museum, Londres
- 2023 : « Action, geste, peinture : les femmes artistes et l’abstraction 1940-1970 », exposition itinérante de 130 peintures de 70 femmes artistes internationales, entre la Whitechapel Gallery, Londres, la Kunsthalle, Bielefeld et la Fondation Vincent Van Gogh, Arles.

## Collections
(Source)
- Iran
  - Banque centrale d'Iran
  - Hôtel Hilton, Téhéran
  - Ministère de la Culture, Téhéran
  - Musée d'Art contemporain, Téhéran
  - Musée Saad-Abâd, Téhéran
  - Opéra de Téhéran, Salle Roudaki
  - Télévision nationale iranienne
- France
  - Centre Pompidou, musée national d'Art moderne, Paris
  - Musée d'Art moderne, Paris
  - Fonds municipal d'art contemporain, Paris
  - Fonds national d'art contemporain, Paris
- Royaume-Uni
  - Tate Modern, Londres
- États-Unis
  - Ben and Abby Grey Foundation, New York
  - Minneapolis Museum of Art, Minneapolis
- Italie
  - Institut Grafico Tiberiana, Rome
- République tchèque
  - Ambassade d’Iran, Prague

## Postérité
- Behjat Sadr est la première femme peintre contemporaine à être considérée au même niveau que ses collègues masculins en Iran.
- En 2006, Sadr a fait l'objet d'un film documentaire intitulé Behjat Sadr: Time Suspended, réalisé par Mitra Farahani.